# Grażyna (prénom)
Pour les articles homonymes, voir Grażyna.
Grażyna est un prénom polonais, dérivé du mot lituanien graži (belle).

## Prénom de personnes célèbres
- Grażyna Bacewicz (1909-1969) – compositrice
- Grażyna Chrostowska - poétesse polonaise
- Grażyna Gęsicka – femme politique
- Grażyna Miller - poétesse polono-italienne
- Grażyna Prokopek - athlète polonaise
- Grażyna Rabsztyn – sprinteuse
- Grażyna Szapołowska – actrice
- Grażyna Wojcieszko - poétesse polonaise

## Origine du nom
- Grażyna de Adam Mickiewicz, est l'héroïne du poème éponyme.
- Le prénom Grażyna (et ses dérivés) est fêté le 1er avril, 26 juillet et le 9 septembre.